# Chaerocina livingstonensis
Chaerocina livingstonensis là một loài bướm đêm thuộc họ Sphingidae. Nó được tìm thấy ở Tanzania.